# Siebe Van der Heyden
Siebe Van der Heyden (Denderleeuw, 30 mei 1998) is een Belgisch voetballer uit Ninove. De verdediger staat sinds 2025 onder contract bij KAA Gent. Van der Heyden speelde in 2022 een interland voor het Belgisch voetbalelftal.

## Carrière

### KV Oostende
Siebe Van der Heyden speelde in de jeugd van RSC Anderlecht, waar hij in 2016 vertrok om bij KV Oostende te spelen. Hij debuteerde voor Oostende op 21 mei 2017, in de met 3-2 verloren uitwedstrijd tegen RSC Anderlecht. Hij kwam in de 88ste minuut in het veld voor David Rozehnal. In juni 2018 werd het aflopende contract van Van der Heyden niet verlengd waarna hij Oostende transfervrij verliet.

### FC Eindhoven
Na een proefperiode tekende hij een contract voor de Nederlandse tweedeklasser FC Eindhoven. Van der Heyden mocht debuteren op 17 augustus 2018 in de met 2-1 verloren uitwedstrijd tegen Jong PSV. In deze wedstrijd scoorde hij meteen zijn eerste en enige doelpunt voor Eindhoven. Bij de Nederlandse club kende hij een goed seizoen waarin hij een onbetwiste basisspeler was in het elftal van de Portugese coach David Nascimento.

### Union Sint-Gillis
In de zomer maakte de Belgische tweedeklasser Union Sint-Gillis bekend dat het Van der Heyden overnam. Hij debuteerde op 4 augustus 2019 met een invalbeurt in de 60ste minuut voor Marcel Mehlem in de gewonnen thuiswedstrijd tegen KSV Roeselare. In zijn eerste seizoen wisselde Van der Heyden een plek in de basis af met een plek op de invallersbank. In zijn tweede seizoen en met de intrede van de nieuwe coach Felice Mazzu versierde Van der Heyden een vaste plek centraal achter in de basis van Union. Van der Heyden werd dat seizoen kampioen met de club waardoor gepromoveerd werd naar eerste klasse A, het hoogste niveau in België. Op de eerste speeldag van het seizoen 2021/22 startte hij in de basis in de competitiewedstrijd op het veld van topclub en stadsgenoot RSC Anderlecht. Van der Heyden en Union wisten hier meteen met 1-3 te gaan winnen.

### RCD Mallorca
Medio juli 2023 tekende Van der Heyden een contract voor vijf seizoenen bij het Spaanse RCD Mallorca dat speelt in de Primera División. In zijn eerste seizoen speelde hij er elf wedstrijden, waarvan vijf in de bekercompetitie Copa del Rey. In het eerste deel van het seizoen 2024/25 kwam Van der Heyden nog amper aan spelen toe. In de wintermercato werd hij voor het resterende seizoen verhuurd aan de Duitse Bundesliga-club St. Pauli, waar hij Alexander Blessin - zijn laatste trainer bij Union - terugvond.

### KAA Gent
Eind juli 2025 keerde Van der Heyden terug naar België bij KAA Gent. Hij kreeg er een contract tot medio 2028.

## Statistieken
| Seizoen                       | Club              | Land           | Competitie              | Competitie | Competitie | Beker | Beker | Totaal | Totaal |
| Seizoen                       | Club              | Land           | Competitie              | Wed.       | Dlp.       | Wed.  | Dlp.  | Wed.   | Dlp.   |
| ----------------------------- | ----------------- | -------------- | ----------------------- | ---------- | ---------- | ----- | ----- | ------ | ------ |
| 2016/17                       | KV Oostende       | België         | Jupiler Pro League      | 1          | 0          | 0     | 0     | 1      | 0      |
| 2017/18                       | KV Oostende       | België         | Jupiler Pro League      | 1          | 0          | 0     | 0     | 1      | 0      |
| 2018/19                       | FC Eindhoven      | Nederland      | Keuken Kampioen Divisie | 32         | 1          | 1     | 0     | 33     | 1      |
| 2019/20                       | Union Sint-Gillis | België         | Eerste klasse B         | 13         | 0          | 2     | 0     | 15     | 0      |
| 2020/21                       | Union Sint-Gillis | België         | Eerste klasse B         | 24         | 2          | 3     | 0     | 27     | 2      |
| 2021/22                       | Union Sint-Gillis | België         | Jupiler Pro League      | 16         | 0          | 0     | 0     | 16     | 0      |
| Carrièretotaal                | Carrièretotaal    | Carrièretotaal | Carrièretotaal          | 87         | 3          | 6     | 0     | 93     | 3      |
| Bijgewerkt op 2 augustus 2021 |                   |                |                         |            |            |       |       |        |        |

## Interlandcarrière
Op 18 maart 2022 werd Van der Heyden voor de eerste en enige keer opgeroepen door bondscoach Roberto Martinez voor de Rode Duivels voor de vriendschappelijke interlands tegen Ierland en Burkina Faso. Hij was de enige debutant binnen de selectie. Hij mocht samen met Union spits Dante Vanzeir afreizen naar Tubeke.
Op 22 maart 2022 maakte Van der Heyden zijn debuut als linksvoetige centrale verdediger tegen Burkina Faso. Hij startte in de basis en bleef de hele wedstrijd op het veld staan. Het bleef voor hem op zijn palmares bij die ene interland die werd gewonnen met 3-0.

### Interlands
| Interlands van Siebe Van der Heyden voor België | Interlands van Siebe Van der Heyden voor België | Interlands van Siebe Van der Heyden voor België | Interlands van Siebe Van der Heyden voor België | Interlands van Siebe Van der Heyden voor België | Interlands van Siebe Van der Heyden voor België |
| No.                                             | Datum                                           | Wedstrijd                                       | Uitslag                                         | Soort Wedstrijd                                 | Doelpunten                                      |
| Als speler bij Union Sint-Gillis                | Als speler bij Union Sint-Gillis                | Als speler bij Union Sint-Gillis                | Als speler bij Union Sint-Gillis                | Als speler bij Union Sint-Gillis                | Als speler bij Union Sint-Gillis                |
| ----------------------------------------------- | ----------------------------------------------- | ----------------------------------------------- | ----------------------------------------------- | ----------------------------------------------- | ----------------------------------------------- |
| 1.                                              | 29 maart 2022                                   | België – Burkina Faso                           | 3 – 0                                           | Vriendschappelijk                               | –                                               |
| Totaal                                          | Totaal                                          | Totaal                                          | Totaal                                          | Totaal                                          | 0                                               |

Bijgewerkt t/m 29 maart 2022.

## Palmares
| Kampioen Eerste Klasse B | 1x | 2020/2021 |